# Astolat

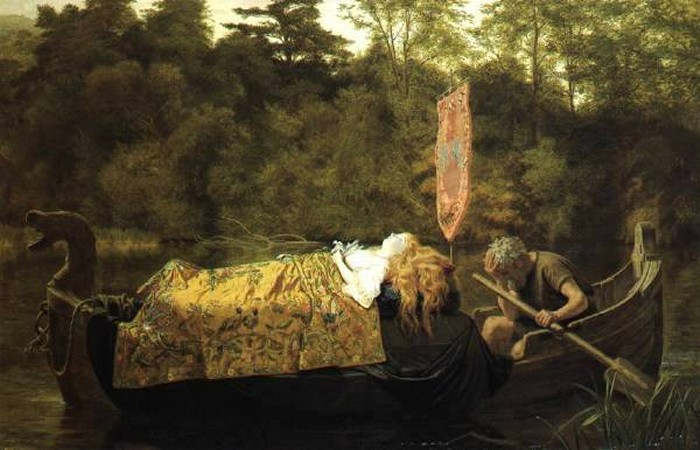
Elaine, The Lily Maid of Astolat av Sophie Anderson (1807)

Astolat är en legendarisk forntida stad på kung Arturs tid, i vår tids Surrey (England), där Elaine och hennes familj bodde.